# Martim Manhã
Martim Manhã (Francês: Martin Matin)  é uma série de televisão animada francesa de 104 episódios, cada um com 13 minutos de duração. Emitido em Portugal na RTP 2 e no Canal Panda. No Brasil, foi transmitido no Gloobinho como "Bom Dia, Martin!" e na TV Brasil e TV Cultura como "Martin Manhã".

## Enredo
Martim Manhã é um rapaz de nove anos que tem uma característica fora do comum: todas as manhãs ele é transformado em algo. Esse algo pode ser um romano, um vampiro, um Sherlock Holmes, ele pode estar no futuro, pode ser um homem das cavernas, um faraó e muitas outras. Martim é apaixonado por Juliana. Ele pode contar sempre com ela e com o seu fiel, melhor amigo, Gonzo. Todas as aventuras começam em casa, com ele a acordar e a descobrir que está transformado em algo, a descer para ir tomar o pequeno-almoço, onde estão a mãe e o pai, depois na escola, onde o Senhor Pinta-Gomes lhe faz a vida negra.

## Personagens
- Martim Manhã é a personagem principal. Tem nove anos e vive com os pais. Todas as manhãs é algo diferente. Pode contar sempre com a sua amada, Juliana, e com o seu melhor amigo, Gonzo.

- Gonzo é o melhor amigo de Martim. Adora as transformações dele e, consequentemente, as suas aventuras.

- Juliana é a paixão de Martim e ela também tem uma paixão por ele. É a melhor aluna da turma. Participa sem hesitar nas aventuras de Martim e Gonzo.

- Senhor Pinta-Gomes é o assistente principal da escola. Odeia Martim e as suas transformações.

- Senhor Constantino é o diretor da escola.

- Professora Beatriz é a professora da turma do Martim e dos seus amigos.

## Episódios
| 1  | O Pequeno Dragão de Fogo e Chamas |
| 2  | O Cão Amarelo                     |
| 3  | Super-Martim!                     |
| 4  | Os Fotocópias!                    |
| 5  | Martim Primeiro                   |
| 6  | Cromignonzinho                    |
| 7  | Martim Vampiro                    |
| 8  | Martim Volta de Longe             |
| 9  | O Mestre das Invenções            |
| 10 | Que Encanto                       |
| 11 | Martim 008                        |
| 12 | Martim Entra na Dança             |
| 13 | Martim, o Egipcio                 |
| 14 | Um Bom Diabinho                   |
| 15 | Martim É Cabeça de Cartaz         |
| 16 | Aventura Jurássica                |
| 17 | Um Personagem Odioso              |
| 18 | O Herdeiro                        |
| 19 | Martim Pequeno                    |
| 20 | Sherlock Martim                   |
| 21 | Capitão Martim Martim             |
| 22 | É Um Robô Para Ser Verdade        |
| 23 | Martim Wood                       |
| 24 | Poção do Amor                     |
| 25 | Martim Circo                      |
| 26 | Nada Funciona                     |
| 27 | Quando A Mamã Me Amava            |
| 28 | Missão Impossivel                 |
| 29 | O Enigma da Chave                 |
| 30 | Uma Rapariga a Mais               |
| 31 | Director Apresenta-se Ao Trabalho |
| 32 | Martim, o Aventureiro             |
| 33 | Martim Bombeiro                   |
| 34 | Martim Cavaleiro                  |
| 35 | Completamente à Oeste             |
| 36 | Você Disse Normal?                |
| 37 | Obrigada Guru                     |
| 38 | Inimigo Público N.º 1             |
| 39 | A Thor Ou À Razão                 |
| 40 | Saturno Não É Redondo             |
| 41 | Não É Cinema                      |
| 42 | O Duende Traquinas                |
| 43 | Onde Está O Pai Natal?            |
| 44 | O Patinho Feio                    |
| 45 | O Venerável Mestre Martim         |
| 46 | Três Trabalhos E Meio             |
| 47 | Na Baliza                         |
| 48 | Monstruosamente Vosso             |
| 49 | Arena Por Um Dia                  |
| 50 | Martim Palhaço                    |
| 51 | O Bom Mágico                      |
| 52 | Operação Gelo                     |